# 太友花
太 友花（ふと ゆうか、1991年10月24日 - ）は、元女子競輪選手。福島県出身。現役時代は日本競輪選手会福島支部所属、ホームバンクはいわき平競輪場であった。日本競輪選手養成所第118期生。師匠は金古将人（67期）。

## 経歴
中学まで水泳競技、高校ではバスケットボール部に所属していた。明治大学農学部生命科学科に進学、大学卒業後は声優養成所に入所し、のち声優事務所に所属し声優として活動していたこともあったが、端役ばかりであった。その後システムエンジニアを経て、日本競輪学校（当時。以下、競輪学校）の入学試験を受験。
2019年1月17日、競輪学校第118回適性試験に合格。在所中の競走成績は20位（0勝）。
2020年5月15日、広島競輪場での新人戦『KEIRINルーキーシリーズ2020』でデビューし7着。
2021年9月1日、大学からの知り合いと交際期間4年を経て8月21日に入籍したことをSNSで発表した（結婚後は夫の姓となったため苗字は太ではなくなった）。
2022年1月13日、選手登録消除。通算戦績は130戦0勝。